# هری مک منمی
هری مک منمی (انگلیسی: Harry McMenemy؛ زادهٔ ۲۶ مارس ۱۹۱۲) بازیکن فوتبال اهل اسکاتلند است.

## باشگاهی
از باشگاه‌هایی که در آن بازی کرده‌است می‌توان به باشگاه فوتبال نیوکاسل یونایتد اشاره کرد.